# Wilhelm Kirmser
Wilhelm „Willy“ Kirmser (* 21. Mai 1911 in Frankfurt-Heddernheim; † 15. Februar 1995 in Bad Homburg v.d. Höhe) war ein deutscher Unternehmer und Mäzen.

## Leben und Wirken
Wilhelm Kirmser wurde im Mai 1911 als Sohn des Maschinenmonteurs Franz Kirmser im nordwestlichen Frankfurter Stadtteil Heddernheim geboren. Von Ostern 1917 bis 1921 besuchte er die Volksschule, danach ging er auf eine höhere Schule. Vom 21. Mai 1928 bis 31. März 1930 besuchte er die Ziehenschule (Oberrealschule) im Stadtteil Eschersheim in Frankfurt. Nach dem Abitur und einem halbjährigen Praktikum begann er im Oktober 1930 ein Maschinenbaustudium an der TH Darmstadt. Fehlende Monate des Pflichtpraktikums absolvierte er u. a. bei den 1892 von A. F. Hesse gegründeten Heddernheimern Kupferwerke, die – nach verschiedenen Fusionen mit anderen Metallwerken – seit 1930 als Vereinigte Deutsche Metallwerke AG (VDM) firmierten. Hauptaktionär war die Metallgesellschaft. Der Firmensitz wurde 1934 nach Frankfurt/M. verlegt. In den Semesterferien 1931 und 1934 war Wilhelm Kirmser ebenfalls bei VDM beschäftigt.
Im Herbst 1932 bestand Kirmser die Vordiplomprüfung. Am 23. Oktober 1935 schloss er sein Studium mit der Note sehr gut ab und erwarb den Titel eines Diplomingenieurs. Bereits im Dezember 1934 war er als Hilfsassistent an der Technischen Hochschule (TH) Darmstadt bei Wilhelm Wagenbach (1876–1945) tätig, der seit 1921 die Professur für Wasserkraftmaschinen und Hydraulik innehatte und die Versuchsanstalt für Wasserkraftmaschinen leitete.
Am 1. März 1936 wechselte er an die Staatliche Materialprüfungsanstalt an der TH Darmstadt, die seit 1927 von August Thum geleitet wurde. In dieser Zeit veröffentlichte er mehrere Arbeiten zu Themen der Materialprüfung. Im Frühjahr 1943 promovierte er bei August Thum mit der Arbeit Überlagerte Wechselbeanspruchungen, ihre Erzeugung und ihr Einfluß auf die Dauerhaltbarkeit und Spannungsausbildung quergebohrter Wellen. Nachdem die Gebäude der Materialprüfanstalt an der TH Darmstadt durch einen schweren Bombenangriff in der Nacht vom 11. auf den 12. September 1944 fast vollständig zerstört wurden, wechselte Kirmser ab Oktober 1944 als Direktionsassistent an die VDM in Frankfurt-Heddernheim.
Bereits 1939 hatte die VDM 21.000 Beschäftigte. Durch die Aufrüstung im NS-Regime nahm die Zahl der Beschäftigten noch zu. Im Zweiten Weltkrieg wurde die komplette Produktion der VDM auf Rüstungsgüter umgestellt. Für die Ausweitung der Produktion wurden auch zahlreiche Zwangsarbeiter und russische Kriegsgefangene eingesetzt. Das Firmengelände war eines der Hauptziele der alliierten Luftangriffe, sodass fast alle Gebäude und Werkshallen zerstört wurden. Die Produktion kam dadurch praktisch zum Erliegen.
Nach dem Krieg wurde die Produktion zunächst auf zivile Produkte umgestellt. Wilhelm Kirmser hatte hieran einen maßgeblichen Anteil, da er im Januar 1946 zum Generalbevollmächtigten der Firma bestellt wurde. Diese Funktion hatte er bis zu seinem Ausscheiden am 30. September 1966 inne. 
Bereits Anfang der 1950er-Jahre war die VDM weltweit größter Hersteller von Roh-, Halb- und Fertigerzeugnissen aus Nichteisenmetallen und -legierungen. Die Mitarbeiterzahl war von 6.200 im Oktober 1949 auf 12.200 im Oktober 1955 gestiegen. Neben der wirtschaftlichen Genesung Deutschlands und Europas führten auch der Koreakrieg sowie die Aufrüstung der BRD zu einer Nachfrage nach Erzeugnissen der VDM. Das Krisenjahr 1966/67 läutete den allmählichen wirtschaftlichen Niedergang der Firma ein. Zum 31. März 1982 wurde das Werk in Frankfurt-Heddernheim endgültig geschlossen.
Wilhelm Kirmser war seit den frühen 1940er-Jahren mit Marie Elisabethe geb. Kessler (1914–2009) verheiratet. Sie war die letzte Nachfahrin der Familie Hesse, der Gründerfamilie der Heddernheimer Kupferwerke. Die Ehe blieb kinderlos.

## Werke
- 1939: Versuchseinrichtung zur Bestimmung der Eigenschaften von Gummikörpern. Deutsche Kraftfahrtforschung Zwischenbericht 61
- 1940: Versuche zur Dauerbeanspruchung von Gummi-Metallverbindungen bei Zug-Druck-Wechselbeanspruchung., Deutsche Kraftfahrtforschung Zwischenbericht 81.
- 1940: Das Verhalten von Proben aus Naturgummi und Buna bei Druckschwellenbeanspruchung. Deutsche Kraftfahrtforschung Zwischenbericht 82
- 1940: Betriebsbeanspruchungen der Gummiauflager eines Dieseltriebwagenmotors. Deutsche Kraftfahrtforschung Zwischenbericht 84.
- 1941: Dämpfungseigenschaften zylindrischer Buna-Metall-Elemente bei kurzzeitigen Zug-Druck-Wechsel-Beanspruchungen. RLM-Zwischenbericht.
- 1943: August Thum/Wilhelm Kirmser: Überlagerte Wechselbeanspruchungen, ihre Erzeugung und ihr Einfluß auf die Durchaltbarkeit und Spannungsausbildung quergebohrter Wellen. VDI-Forschungsheft 419, VDI-Verlag, Berlin, Dissertation.

## Wilhelm und Maria Kirmser-Stiftung
Auf Wunsch von Wilhelm Kirmser und seiner Ehefrau wurde nach deren Ableben die Wilhelm und Maria Kirmser-Stiftung mit Sitz in Bad Homburg v. d. Höhe errichtet. Die Stiftungsurkunde vom 19. Dezember 2012 wurde vom Regierungspräsidium Darmstadt Ende 2012 genehmigt. Die Satzungszwecke werden verwirklicht durch die Förderung besonders qualifizierter Studenten und Doktoranden an der TU Darmstadt, die Förderung außergewöhnlich begabter Kinder und Jugendlicher sowie die Erforschung von Viruskrankheiten.